# فرودگاه شهرستان کرتلند
فرودگاه کرتلند کانتی (به انگلیسی: Cortland County Airport) یک فرودگاه همگانی بهره‌برداری هوایی است که یک باند فرود آسفالت دارد و طول باند آن ۱۰۳۶ متر است. این فرودگاه در شهر کورتلند، نیویورک کشور ایالات متحده آمریکا قرار دارد و در ارتفاع ۳۶۵٫۲ متری از سطح دریا واقع شده‌است.